# شهرستان عابد موسیرپوف
شهرستان عابد موسیرپوف (به قزاقی: Ғабит Мүсірепов ауданы، عابيت مۇسىرەپوۆ اۋدانى) یک شهرستان در قزاقستان است که در استان قزاقستان شمالی واقع شده‌است.

## وجه تسمیه
نام این شهرستان برای ارج نهادن به نویسندهٔ برجسته و ادیب قزاقِ زادهٔ سال ۱۹۰۲ میلادی در نزدیکی همین منطقه، «عابد محموداولی موسیرپوف» (به قزاقی: Ғабит Махмұтұлы Мүсірепов، عابيت ماحمۇتۇلى مۇسىرەپوۆ) انتخاب شده است.

## خصوصیات
شهرستان عابد موسیرپوف ۴۴٬۱۴۴ نفر جمعیت دارد.